# Pacyfa

Pacyfa

Pacyfa – symbol pacyfizmu, znak pokoju. Jego twórcą jest brytyjski projektant Gerald Holtom, który do opracowania symbolu wykorzystał alfabet semaforowy, używany dawniej przez marynarzy: na kole umieścił litery N i D tego alfabetu (ang. Nuclear Disarmament – nuklearne rozbrojenie). Czasami spotyka się błędny pogląd, jakoby pierwotnym pomysłodawcą symbolu był lord Bertrand Russell. W latach 60. i 70. XX wieku był zwykle używany przez ruch hippisowski.
W niektórych środowiskach związanych z Kościołem katolickim pacyfa bywa niekiedy nazywana „krzyżem Nerona” i jest uznawana za symbol satanistyczny.

## Litery N i D w alfabecie semaforowym

Litera N
Litera D